# طه سالم
طه سالم فنان وممثل ومؤلف مسرحي عراقي بدأت اهتماماته المسرحية منذ عام 1946 في بغداد وكتب عدد من المسرحيات ذات الطابع الشعبي منها «الطنطل» و«البقرة الحلوب». واكب العديد من الفانين العراقيين منهم يوسف العاني، وسامي عبد الحميد وخليل شوقي، والكاتب الفنان خالص عزمي، وقد ألف عدة أفلام في السينما من أشهرها: أبو هيلة، وشايف خير. هو والد الفنانين شذى سالم وسهى سالم وفائز سالم.

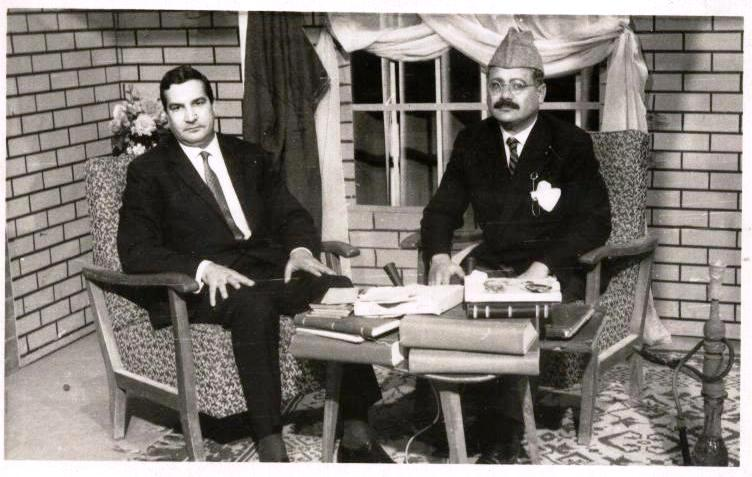
طه سالم جالساً (يمين الصورة) مع الكاتب والصحفي خالص عزمي في إحدى أمسيات مهرجان أبي تمام في الموصل، سنة 1971

## روابط خارجية
- طه سالم على موقع قاعدة بيانات الأفلام العربية